# Kyler Edwards
Kyler Alexander Edwards (Arlington, Texas, 3 de mayo de 1999) es un baloncestista estadounidense que pertenece a la plantilla del Elitzur Maccabi Netanya de la Ligat ha'Al israelí. Con 1,93 metros de estatura, juega en la posición de escolta.

## Trayectoria deportiva

### Universidad
Jugó tres temporadas con los Red Raiders de la Universidad Tecnológica de Texas, en las que promedió 8,7 puntos, 3,5 rebotes y 2,2 asistencias por partido. disputó la final del Torneo de la NCAA de 2019, en la que perdieron ante Virginia Cavaliers, y en la que consiguió 12 puntos y 3 rebotes.
Al término de su tercera temporada fue transferido a los Houston de la Universidad de Houston. Allí jugño una temporada, en la que promedió 13,8 puntos, 5,9 rebotes y 3,2 asistencias por partido, lo que le valió para ser incluido en el segundo mejor quinteto de la American Athletic Conference.

#### Estadísticas
| Año     | Equipo     | PJ  | PT | MPP  | %TC  | %3P  | %TL  | RPP | APP | ROB | TPP | PPP  |
| ------- | ---------- | --- | -- | ---- | ---- | ---- | ---- | --- | --- | --- | --- | ---- |
| 2018–19 | Texas Tech | 38  | 0  | 17.8 | .413 | .449 | .660 | 2.2 | 1.1 | .6  | .2  | 5.5  |
| 2019–20 | Texas Tech | 31  | 31 | 33.4 | .404 | .322 | .773 | 4.0 | 3.1 | .9  | .5  | 11.4 |
| 2020–21 | Texas Tech | 29  | 26 | 31.2 | .408 | .418 | .789 | 4.8 | 2.8 | 1.1 | .5  | 10.1 |
| 2021–22 | Houston    | 37  | 37 | 34.1 | .369 | .333 | .697 | 5.9 | 3.2 | 1.0 | .4  | 13.8 |
| Total   | Total      | 135 | 94 | 28.7 | .393 | .361 | .729 | 4.2 | 2.5 | .9  | .4  | 10.1 |

### Profesional
Tras no ser elegido en el Draft de la NBA de 2022, disputó la Liga de Verano de la NBA con los San Antonio Spurs. El 3 de noviembre fue incluido en la lista de la noche inaugural de los Motor City Cruise de la G League. Jugó una temporada en la que promedió 12,0 puntos y 4,2 rebotes por partido.
El 5 de mayo de 2023firmó con los Calgary Surge de la Canadian Elite Basketball League. fue despedido 20 días después sin llegar a debutar con el equipo.
El 25 de septiembre de 2023 firmó con los Brooklyn Nets, pero fue despedido tres días después. El 28 de octubre se incorporó a su filial, los Long Island Nets.
El 24 de mayo de 2024 Edwards firmó con los Metros de Santiago de la Liga Nacional de Baloncesto de República Dominicana.
El 9 de julio de 2024 firmó con los Calgary Surge de la Canadian Elite Basketball League, pero fue liberado el 28 de julio para unirse al JDA Dijon. El 9 de julio firmó por el equipo francés de la LNB Pro A.
El 1 de diciembre de 2024 fichó por el Elitzur Maccabi Netanya de la Ligat ha'Al israelí.